# Đài tưởng niệm Chiến tranh Việt Nam
Đài tưởng niệm Chiến tranh Việt Nam, hay Bức tường Chiến tranh Việt Nam (tiếng Anh: Vietnam Veterans Memorial), là đài tưởng niệm có hình một bức tường dài, hình chữ V, bằng đá, khắc tên của hơn 58.000 chiến binh Mỹ đã thiệt mạng hoặc mất tích khi tham gia trong cuộc chiến tranh tại Việt Nam.

## Kiến trúc
Đài tưởng niệm này bao gồm 3 phần riêng biệt: 
- Tượng 3 người lính (The Three Soldiers): bằng đồng, được thêm vào để giữ những truyền thống cũ.
- Đài tưởng niệm phụ nữ phục vụ tại Việt Nam (The Vietnam Women's Memorial): Tượng của 3 phụ nữ Hoa Kỳ mặc đồng phục chăm sóc một binh lính bị thương. Mục đích là để ghi nhớ sự đóng góp của phụ nữ Hoa Kỳ đã phục vụ trong chiến tranh Việt Nam. Họ đa số là các y tá.

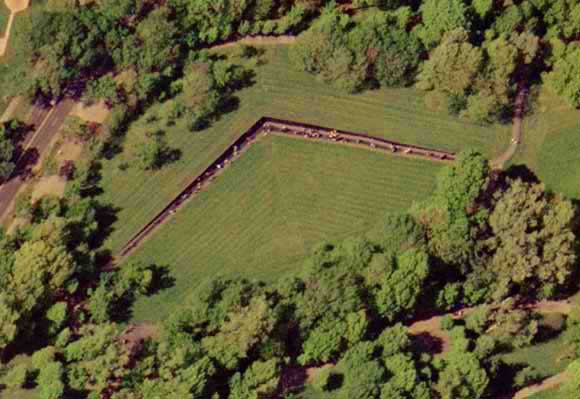
Bức Tường chụp bởi vệ tinh nhân tạo của Trung tâm Khảo sát Địa chất Hoa Kỳ (USGS) ngày 26 tháng 4 năm 2002

- Khu tưởng niệm các Cựu chiến binh Chiến tranh Việt Nam (The Vietnam Veterans Memorial Wall): Với một Bức tường tại trung tâm thủ đô Washington D.C. và được khánh thành ngày 13 tháng 9 năm 1982 với diện tích 8.100 m². Đây là nơi đón tiếp hơn 3 triệu người tới thăm viếng mỗi năm. Được chọn lựa từ hơn 1.000 bức mẫu, bức tường ngày nay do cô Maya Ying Lin, một nữ sinh viên kiến trúc người Mỹ gốc Hoa của Đại học Yale và sống tại Athens, Ohio, thiết kế mẫu.

Được làm từ hai tấm đá hoa cương đen mang về từ thành phố Bangalore ở Ấn Độ. Trên thế giới chỉ có ba nơi có nhiều loại đá hoa cương đen và lớn như vậy là Ấn Độ, Thụy Điển và Nam Phi. Chiều dài bức tường là 75 m, cao 3 m.
Cảnh tầm rộng của the Vietnam Veterans Memorial

## Điều kiện ghi danh

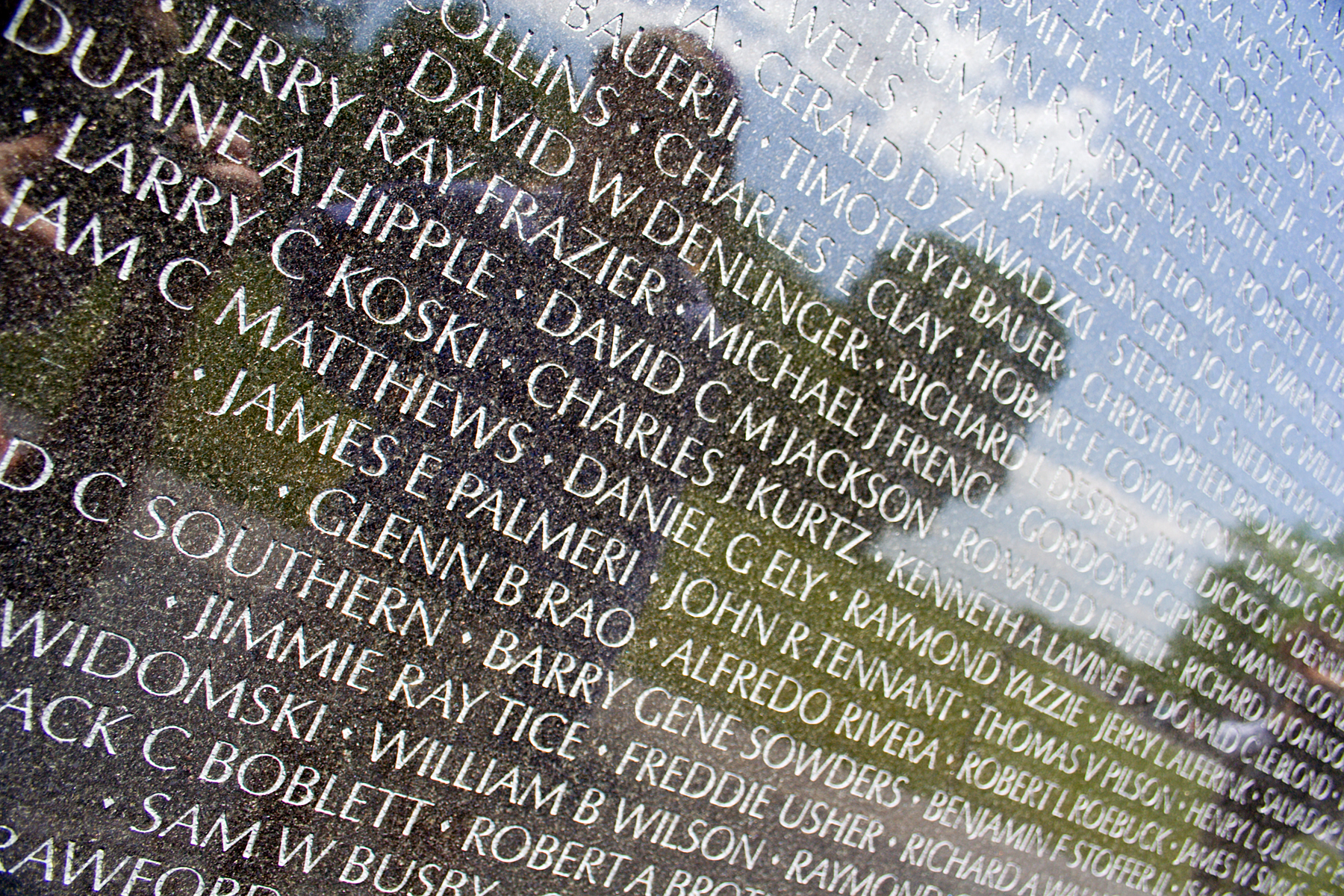
Một số tên được ghi trên tường

Bức tường không có ghi tên tuổi của một nhân viên dân sự nào, và cũng không phải quân nhân nào bị thiệt mạng cũng được khắc tên trên bức tường này.
Chỉ khi nào một cá nhân bị thiệt mạng hoặc bị mất tích được Bộ Quốc phòng Hoa Kỳ xem là do Chiến tranh Việt Nam, dựa theo các tiêu chuẩn đã được quy định, thì tên của cá nhân đó mới được khắc trên bức tường này. Với sự thêm tên mới đây nhất của 10 người nữa trong năm 2004, bức tường này có tất cả 58.245 tên của các quân nhân nam nữ, trong số đó có khoảng 1.200 người nằm trong danh sách quân nhân Mỹ mất tích trong Chiến tranh Việt Nam.